# العلاقات الإسبانية الموريشيوسية
العلاقات الإسبانية الموريشيوسية هي العلاقات الثنائية التي تجمع بين إسبانيا وموريشيوس.

## مقارنة بين البلدين
هذه مقارنة عامة ومرجعية للدولتين:
| وجه المقارنة                                              | إسبانيا                                                                             | موريشيوس                 |
| --------------------------------------------------------- | ----------------------------------------------------------------------------------- | ------------------------ |
| المساحة (كم2)                                             | 505.99 ألف                                                                          | 2.04 ألف                 |
| عدد السكان (نسمة)                                         | 46.73 مليون                                                                         | 1.26 مليون               |
| الكثافة السكانية (ن./كم²)                                 | 92.35                                                                               | 617.65                   |
| العاصمة                                                   | مدريد                                                                               | بورت لويس                |
| اللغة الرسمية                                             | اللغة الإسبانية، اللغة الغاليسية، لغة بشكنشية، اللغة الكتالونية، اللغة الأوكسيتانية | لغة إنجليزية، لغة فرنسية |
| العملة                                                    | يورو، بيزيتا إسبانية                                                                | روبي موريشي              |
| الناتج المحلي الإجمالي (بليون دولار)                      | 1.31 تريليون                                                                        | 13.34 مليار              |
| الناتج المحلي الإجمالي (تعادل القوة الشرائية) بليون دولار | 1.77 تريليون                                                                        | 25.36 مليار              |
| الناتج المحلي الإجمالي الاسمي للفرد دولار أمريكي          | 28.16 ألف                                                                           | 9.25 ألف                 |
| الناتج المحلي الإجمالي للفرد دولار أمريكي                 | 38.00 ألف                                                                           | 18.59 ألف                |
| مؤشر التنمية البشرية                                      | 0.876                                                                               | 0.777                    |
| رمز المكالمات الدولي                                      | +34                                                                                 | +230                     |
| رمز الإنترنت                                              | .es                                                                                 | .mu                      |
| المنطقة الزمنية                                           | ت ع م+01:00، ت ع م+02:00                                                            | ت ع م+04:00              |

## منظمات دولية مشتركة
يشترك البلدان في عضوية مجموعة من المنظمات الدولية، منها:
| علم المنظمة | اسم المنظمة                               | تاريخ انضمام إسبانيا | تاريخ انضمام موريشيوس |
| ----------- | ----------------------------------------- | -------------------- | --------------------- |
|             | مؤسسة التنمية الدولية                     | 18 أكتوبر 1960       | 23 سبتمبر 1968        |
|             | يونسكو                                    | 30 يناير 1953        | 25 أكتوبر 1968        |
|             | وكالة ضمان الاستثمار متعدد الأطراف        | 29 أبريل 1988        | 28 ديسمبر 1990        |
|             | الأمم المتحدة                             | 14 ديسمبر 1955       | 24 أبريل 1968         |
|             | الفريق المعني برصد الأرض                  | ?                    | ?                     |
|             | الاتحاد البريدي العالمي                   | ?                    | ?                     |
|             | البنك الدولي للإنشاء والتعمير             | 15 سبتمبر 1958       | 23 سبتمبر 1968        |
|             | المنظمة الهيدروغرافية الدولية             | ?                    | ?                     |
|             | الاتحاد الدولي للاتصالات                  | 1866                 | 30 أغسطس 1969         |
|             | منظمة حظر الأسلحة الكيميائية              | ?                    | ?                     |
|             | مؤسسة التمويل الدولية                     | 24 مارس 1960         | 23 سبتمبر 1968        |
|             | المركز الدولي لتسوية المنازعات الاستشارية | 17 سبتمبر 1994       | 2 يوليو 1969          |
|             | منظمة التجارة العالمية                    | ?                    | ?                     |
|             | منظمة الشرطة الجنائية الدولية             | ?                    | ?                     |
|             | البنك الإفريقي للتنمية                    | ?                    | ?                     |

## وصلات خارجية
- موقع وزارة الخارجية الإسبانية